# Паттерсон, Монти
Монти Марк Паттерсон (англ. Monty Mark Patterson; 9 декабря 1996 года, Окленд) — новозеландский футболист, нападающий клуба «Манурева». Выступал за сборную Новой Зеландии.

## Клубная карьера
Начинал свою карьеру на родине. В 2013 году Паттерсон уехал в Англию, где успешно прошёл просмотр в клубе «Ипсвич Таун», получив предложение на двухлетний молодёжный контракт. В июле 2016 года «Ипсвич» заключил с ним профессиональный контракт сроком на один год. В сезоне 2016/17 Паттерсона дважды — в октябре 2016 года на месяц и феврале 2017 года на оставшуюся часть сезона — отдавали в аренду в команду Национальной лиги «Брейнтри Таун». За «Ипсвич Таун» он дебютировал 22 августа 2017 года в матче Кубок лиги против «Кристал Пэлас». 1 февраля 2018 года Паттерсон отправился в аренду до конца сезона в клуб Эй-лиги «Веллингтон Феникс». 17 мая 2018 года «Ипсвич Таун» объявил о непродлении контракта с Паттерсоном.
30 июля 2018 года Паттерсон подписал контракт с клубом американской лиги USL «ОКС Энерджи». После завершения сезона 2018 клуб не продлил контракт с игроком.
28 февраля 2019 года Паттерсон подписал однолетний контракт с норвежским клубом «Хёнефосс».

## Международная карьера
Нападающий выступал за юношеские и молодёжную команду страны. В 2016 году он дебютировал в сборной Новой Зеландии. В этом же году он вместе с ней победил в Кубке наций ОФК в Порт-Морсби. В этом же году нападающий забил свой первый гол за Новую Зеландию в товарищеском матче против сборной США.
В 2017 году форвард вошёл в заявку сборной на Кубок конфедераций в России. Паттерсон сыграл в матче-открытии турнира против сборной России, выйдя на замену на 83-й минуте Кипа Колви.

## Достижения
- Победитель Кубка наций ОФК (1): 2016.